# Cobbs winterkoning
Cobbs winterkoning (Troglodytes cobbi), een lid van de familie winterkoningen (Troglodytidae). Het is een endemische soort op de Falklandeilanden. Deze winterkoning wordt ook wel beschouwd als een ondersoort van de Troglodytes aedon.

## Kenmerken
Cobbs winterkoning is betrekkelijk klein (12 tot 13,5) cm en overwegend bruin gekleurd. Op de kop en de borst is de kleur meer grijs en op de staart is de kleur meer roodbruin. Op de vleugels en de staart is een duidelijke donkere streping.

## Leefwijze
De vogel is niet schuw en gemakkelijk te benaderen. Bij gevaar zal de Cobbs winterkoning eerder als een muis in de vegetatie wegkruipen dan wegvliegen.

## Voorkomen en leefgebied
De Cobbs winterkong leeft op eilandjes in de Falkland archipel waarop landpredatoren zoals ratten en katten ontbreken. Schattingen sinds 2000 wijzen onveranderd op een populatie van rond de 12000 volwassen vogels.

## Status
De vogel staat als "kwetsbaar" op de internationale rode lijst omdat de eilanden waarop de voorkomen vrij gehouden moeten worden van predatoren.